# Antônio do Carmo Cheuiche

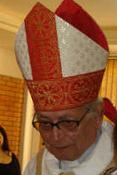
Antônio do Carmo Cheuiche OCD

Antônio do Carmo Cheuiche OCD (* 13. Juni 1927 in Caçapava do Sul, Rio Grande do Sul, Brasilien; † 14. Oktober 2009 in Ivoti, Rio Grande do Sul) war ein brasilianischer Ordensgeistlicher und römisch-katholischer Weihbischof im Erzbistum Porto Alegre. 

## Leben
Antônio do Carmo Cheuiche trat der Ordensgemeinschaft der Unbeschuhten Karmeliten bei und studierte Philosophie und Theologie in Burgos, Spanien, und Journalistik an der Päpstlichen Katholischen Universität von Rio Grande do Sul (PUCRS). Am 10. März 1951 empfing er die Priesterweihe. Er absolvierte Doktoratsstudien in  Philosophie und Literaturwissenschaften an der Universität Complutense Madrid und Aufbaustudien an der Universität Wien und der Albert-Ludwigs-Universität Freiburg.
1969 wurde er durch Papst Paul VI. zum Titularbischof von Sutunurca ernannt und zum Weihbischof im Bistum Santa Maria im brasilianischen Bundesstaat Rio Grande do Sul bestellt. Die Bischofsweihe spendete ihm der Bischof von Santa Maria, Luís Victor Sartori, am 29. Juni 1969; Mitkonsekratoren waren Alfredo Vicente Kardinal Scherer, Erzbischof von Porto Alegre, und João Cláudio Colling, Alt-Erzbischof von Porto Alegre. Am 5. Mai 1971 wurde er zum Weihbischof im Erzbistum Porto Alegre bestellt. Seinem Rücktrittsgesuch gab Papst Johannes Paul II. am 27. Juni 2001 statt.
Antônio do Carmo Cheuiche war Mitglied der Päpstlichen Kommission für das kulturelle Erbe der Kirche, des Päpstlichen Rates für die Laien, der Päpstlichen Kommission für Gerechtigkeit und Frieden und des Päpstlichen Rates für die Ungläubigen. 25 Jahre lang war er Mitglied der Theologischen Kommission des Lateinamerikanischen Bischofsrates (CELAM) und war dort zunächst der Präsident der Abteilung für die Laien, danach Präsident der Abteilung für die Ungläubigen und schließlich Gründungspräsident der Abteilung für Kultur. Zudem war er Berater für das Institut für Pastoraltheologie Lateinamerika (ITEPAL). Er schrieb mehrere Bücher und zahlreiche Essays zu Kultur, Christentum, Inkulturation und städtischer Seelsorge.
Er gründete die Associação dos Dirigentes Cristãos de Empresas (ADCE), eine Vereinigung Christlicher Unternehmer.
Die Brasilianische Bischofskonferenz (Conferência Nacional dos Bispos do Brasil - CNBB) sprach in einem Nachruf über Antônio do Carmo Cheuiche: „Er war ein Geschenk Gottes an die Kirche in Brasilien und Lateinamerika. Seine Präsenz öffnete die lateinamerikanische katholischen Kirche in wichtigen Fragen der Gegenwart.“

## Schriften
- als Herausgeber: Teologia y Praxis Pastoral. VII Semana Nacional de Teología de la Sociedad Argentina de Teología. Ediciones Paulinas, Buenos Aires 1988, ISBN 950-09-0756-9.
- Cultura e Evangelização. Consejo Episcopal Latinoamericano, Bogotá 1992, ISBN 958-625-233-7.
- Evangelisierung und Glaubenspraxis unter den Bedingungen städtischer Lebensweisen: In: Andreas Lienkamp, Christoph Lienkamp (Hg.): Die Identität des Glaubens in den Kulturen. Das Inkulturationsparadigma auf dem Prüfstand. Echter, Würzburg 1997, ISBN 3-429-01922-2, S. 239–251.